# Червинский, Дмитрий Петрович
Дми́трий Петро́вич Черви́нский (укр. Дмитро Петрович Червінський; род. 27 мая 1960 года, Киев) — советский журналист, член Национального союза журналистов Украины (2000), член Всеукраинского союза участников войны. Исследователь истории, автор биографий, очерков о военных деятелях, разведчиках, музыкантах, учёных, архитекторах, педагогах, деятелях театра и кино. Инициатор установки мемориальных досок и выпуска почтовых конвертов Украины в честь известных личностей — киевлян. Многолетний собиратель материалов о жизни и творчестве Игоря Шамо, воспоминаний современников. Консультант документального фильма «Києве мій» телесериала «Пісні серця» киностудии «Контакт», 2004 студии «1+1». Организатор вечера-концерта в Киевском городском Доме учителя, посвящённого 75-летию композитора. Инициировал написание портретов Маэстро[кто?] украинскими художниками.

## Биография
Окончил 8 классов киевской средней школы № 25, в 1979 году — Киевский электромеханический техникум железнодорожного транспорта (КЭМТ).
В 1990 году — вечерний факультет Киевского филиала Харьковского института инженеров транспорта (КФ ХИИТ).
Служил в армии (в Прибалтике и Ленинграде), работал инженером отдела «Автоматика и телемеханика» в институте «Союзгазпроект» («Укргазпроект»).
В 1986 году написал очерк об И. Э. Якире. В то же время познакомился с писателем-комбригом И. В. Дубинским. В течение нескольких лет помогал ему в подготовке к переизданию дополненного варианта повести «Наперекор ветрам», а также изданию книги «Особый счёт» — о сталинских репрессиях в армии, М. Воениздат, 1989.
Инициировал:
- проведение юбилейного вечера к 100-летию Ильи Дубинского в Национальном союзе писателей Украины с участием: Юрия Мушкетика, Поликарпа Шабатина, Ивана Цюпы, Степана Крыжановского, Петра Бибы, Леонида Вышеславского, Алексея Ющенко, Леонида Кореневича;
- создание комиссии по литературному наследию;
- установление мемориальной доски, опубликовал очерки о нём.
- Опубликовал очерк о хормейстере и композиторе майоре Егошуа Павловиче Шейнине и инициировал реставрацию его памятника на военном кладбище в Потсдаме (Германия) и установление на нём фарфорового медальона с цветным портретом.

## Публикации

### Периодика
- Печатался в газетах: «Зеркало недели», «Літературна Україна», «Рабочая газета», «Правда Украины», «Киевский вестник», «Сільські вісті», «Вечірній Київ», «Слово просвіти», «Освіта», «Демократична Україна», «Поштовий вісник», «Ветеран України» «Еврейский обозреватель», «Еврейские вести», «Новости недели», журналах «Кордон», «Музика».
- Автор многочисленных очерков, в частности, о военных: командарме Ионе Якире, писателе-комбриге Илье Дубинском, гвардии генерал-майоре Кронике, герое-подводнике контр-адмирале Владимире Коновалове, инженерах-мостостроителях: Исааке Баренбойме и Семёне Когане, капитане Михаиле Сегае, партизане Леониде Беренштейне, капитане Аркадии Литовском, майоре Самуиле Эйдельмане, разведчиках: Анатолии Гуревиче, Шандоре Радо, Моррисе и Леонтине Коэнах, композиторах Игоре и Юрии Шамо, Якове Цегляре, Марке Карминском, скрипаче Давиде Ойстрахе, певце Александре Таранце, поэтах: Дмитрии Луценко, Риталии Заславском, Давиде Даене, балетмейстерах: Александре Сегале, Борисе Каменьковиче, Борисе Сичкине, дирижёрах: Натане Рахлине, Савелии Гиндине, Вениамине Тольбе, Владимире Торчинском, деятелях театра и кино: Мальвине Швидлер, Давиде Яновере, архитекторе Иосифе Каракисе, учёном-геронтологе Владимире Фролькисе, педагогах Науме Осташинском и Зое Барской.
- Дмитрий Червинский. Жизнь замечательных людей : Вековой юбилей зодчего (русский) // Киев Еврейский. — 2002. — № 8 (25) август. — С. 6.
- Автор биографий на сайтах «ББД Личности» и «Киевский календарь»[1].

### Книги-сборники
- Сборник «Очерки еврейского героизма» (в 3-х томах, автор-составитель С. Л. Авербух) том 3, АО Книга, К., 1997; — написаны очерки о разведчиках: Анатолий Маркович Гуревич и «Красная капелла», Шандор Радо и «Красная тройка», Моррис и Леонтина Коэны. Очерк «Военачальники» с приложением Списков (написан в соавторстве с С. Л. Авербухом).
- Сборник «Расскажи сыну своему» (в 2-х томах К., 1999; К., 2000) — написаны очерки о киевлянах, ветеранах войны: уполномоченном ВС Юго-Западного фронта по транспорту Борисе Фурмане, руководителе строительства моста через Днепр Семёне Когане, военвраче Семёне Гитлянском, артиллеристе Аркадии Литовском, авиамеханике Петре Полищуке, бойце истребительного батальйона Давиде Даене, хормейстере Егошуа Шейнине, балетмейстере Александре Сегале, командире батареи катюш Михаиле Сегае, лейтенанте медицинской службы Игоре Шамо, наводчике орудия Петре Червинском. Бойце истребительного батальона Давиде Даене.
- Сборник «Я з Вами був і буду кожну мить» К., Гроно, 2006, (составитель Т. И. Шамо). Опубликованы часть из собранных Дм. Червинским воспоминаний об Игоре Шамо: дирижёров Романа Кофмана и Вадима Гнедаша, хормейстера Татьяны Копыловой, певцов: Анатолия Мокренко, Людмилы Семененко, фотохудожника Леонида Левита, музыковеда Юлия Малышева, пианистки Ии Царевич, актёра Евгения Балиева, поэтов: Ионы Дегена, Александра Вратарёва, Лилии Губаревой, юриста Людмилы Лазаревской, статью студента И. Шамо к 200-летию И. С. Баха.
- Сборник статей «И. Н. Шамо. Страницы жизни и творчества». Научный вестник НМА им. П. И. Чайковского, выпуск 49, К., 2007. (редакторы-составители М. М. Скорик, О. А. Портянко, Д. П. Червинский).
- Опубликованы собранные Дм. Червинским воспоминания и статьи об Игоре Шамо: композиторов и музыковедов: Антона Мухи, Владимира Тылика, Нины Андриевской, музыковедов: Аллы Терещенко, Галины Коньковой, Марины Копицы, Галины Филькевич, Альбины Афониной, Игоря Гусева, редактора киностудии Петра Кувика, статьи: Леонтины Бас, Лидии Архипович, Едуарда Яворского, Лю Пархоменко, Ленины Ефремовой, Елены Зинкевич, Валерия Кузнецова, режиссёра Анатолия Слесаренко, поэта Василия Юхимовича, а также собственная статья-воспоминание о композиторе «Зірка Ігоря Шамо». Помещены стихи-посвящения Дмитрия Луценко, Василия Юхимовича, Петра Червинского, Виктора Гаращенко.
- Сборник «Платон Майборода: милий спомин на серці собі пов’яжи». К., Криниця, 2008 (составитель Н. Д. Сом) По инициативе Дм. Червинского редактором киностудии Петром Кувиком написаны воспоминания «Кіносвіт Платона Майбороди», опубликована статья музыковеда Михаила Головащенка «Творець пісень крилатих». (укр.)
- Сборник «Самуїл Давидович Ейдельман у спогадах» (составитель С. Д. Ивасишен) Черновецкого национального университета им. Юрия Федьковича. Чернівці, Рута, 2008. Опубликовал очерк-воспоминание «Воин, учёный, педагог». (укр.)
- Сборник «Вениамин Тольба. Портрет дирижёра в воспоминаниях современников» Нежин, 2009 написана статья «Дирижёр и кинематограф» с приложением перечня записей музыки к кинофильмам).

### Энциклопедии, справочники
- «Українська музична енциклопедія» Т.1, К., 2006. Автор статьи о дирижёре, композиторе и педагоге Савелии Гиндине. (укр.)
- «Мистецький олімп України 2006». Випуск 1, К., ВАТ Поліграфкнига, 2006. Автор статьи об И. Н. Шамо. (укр.)
- «Еврейская военная энциклопедия» / составитель Левитас И. М. . — К. : Сталь, 2007. Написал биографии: Ильи Дубинского, Анатолия Гуревича, Семёна Когана, Александра Кроника, Иосифа Певзнера, Егошуа Шейнина.
- Справочник «Кіномистецтво Украини в біографіях» Н. Копельгородська, Є. Глущенко, О. Синько К., 2004 Написаны биографии: актёров: Евгения Балиева, Лии Глаз, Мальвины Швидлер, деятелей кино Бориса Жолкова, Давида Яновера, композиторов Игоря Шамо, Якова Цегляра, Владимира Торчинского, Татьяны Лазаревской-Дикаревой, Юлии Лазаревской, музыкантов: Альфреда Кухарева, Виктора Шевченко, певца Александра Таранца, балетмейстера Александра Сегала, оператора Михаила Шаца, Александра Шлаена, кинорежиссёра Георгия Шкляревского. (укр.)
- Справочник «Памятники знаменитым евреям». Дубинский И. М., Дубинский И. М. (младший). Под редакцией И. С. Ряховской. Франкфурт на Майне. 2008. Материалы и фото по мемориальным доскам Игоря Шамо, Юлия Мейтуса, Натана Рахлина, памятнику Илье Дубинскому.

### Редактор
- Сборник статей «И. Н. Шамо. Страницы жизни и творчества». Научный вестник НМА им. П. И. Чайковского, выпуск 49, К., 2007.

### Интернет-публикации
- ЭПИГРАФЫ НАШЕЙ ЖИЗНИ (недоступная ссылка)
- «БЛАГИЕ ПОМЫСЛЫ ТВОРЕНЬЯ»
- ВСПОМИНАЯ МАЭСТРО (недоступная ссылка)
- «ЧАРОДЕЙ СКРИПКИ» — ДМИТРИЙ ЧЕРВИНСКИЙ
- «СОЛДАТ» — ДМИТРИЙ ЧЕРВИНСКИЙ
- «НАПЕРЕКОР СУДЬБЕ ЖЕСТОКОЙ» — ДМИТРИЙ ЧЕРВИНСКИЙ
- «ПОЭТ И ВОИН» — ДМИТРИЙ ЧЕРВИНСКИЙ

## Мемориальные доски
Инициатор установления мемориальных досок:
- Исааку Баренбойму
- Матвею Вайнрубу
- Илье Дубинскому
- Александру Ильченко
- Игорю Шамо
- Натану Рахлину
- Александру Таранцу
- Александру Кронику
- Григорию Полянкеру
- Владимиру Корецкому

## Почтовые конверты
По инициативе Д. П. Червинского на Украине были выпущены конверты в честь: Якова Давидзона, Ильи Дубинского, Виктора Некрасова, Александра Ильченко, Александра Кроника, Дмитрия Луценко, Платона Майбороды, Игоря Шамо, Давида Ойстраха, Марка Бернеса, Иосифа Каракиса, Матвея Вайнруба, Владимира Коновалова, Александра Таранца, Натана Рахлина, Григория Полянкера.